# پولکوونیک دیاکووو
پولکوونیک دیاکووو (به بلغاری: Polkovnik Dyakovo) یک منطقهٔ مسکونی در بلغارستان است که در شهرستان کروشاری واقع شده‌است.